# 长城泡
长城泡是一个位于中国吉林省大安县的湖泊，面积约为2平方千米，平均水深约为1米。